# Château de Kilravock
Le château de Kilravock (parfois prononcé Kil-ré-vok) se trouve près de la ville de Nairn, à proximité d'Inverness, chef-lieu du district du même nom, dans la zone administrative écossaise de Highland.

## Histoire
Le nom originel du château était Cill Rathaig signifiant en écossais « église au fortin circulaire ». Le donjon date de 1460, et les autres bâtiments furent ajoutés au XVIIe siècle. 
La reine Marie d'Écosse fut reçue au château en 1562, et Charles Édouard Stuart s'y divertit quatre jours avant la Bataille de Culloden qui vit sa défaite.

## Siège historique duClan Rose
Les Rose vinrent avec Guillaume le Conquérant et s'installèrent à Kilravock en 1293. Depuis, ils se sont succédé au château de père en fils sans qu'un autre hériter s'interpose, un cas de descendance direct unique dans l'histoire d'Écosse. De plus, pratiquement tous les Rose furent baptisés sous le nom de Hugh, et un seul s'éleva à un rang social plus élevé que celui de simple propriétaire foncier (laird). En 2005, le chef du Clan Rose était Anna Elizabeth Guillemard Rose of Kilravock.

## Anecdotes
- Le château possède des jardins remarquables.
- Une partie du château est louée pour 1£ symbolique par an au Teen Ranch Scotland (organisation chrétienne comparable à des scouts).

### Référence
- (en) Cet article est partiellement ou en totalité issu de l’article de Wikipédia en anglais intitulé « Kilravock Castle » (voir la liste des auteurs).